# Nikolai Pawlowitsch Dudorow
Nikolai Pawlowitsch Dudorow (russisch Николай Павлович Дудоров; * 9. Maijul. / 22. Mai 1906greg. in Mischnewo, Gouvernement Wladimir, Russisches Kaiserreich; † 9. März 1977 in Moskau) war ein sowjetischer Politiker der Kommunistischen Partei der Sowjetunion (KPdSU), der unter anderem zwischen 1956 und 1960 Innenminister der UdSSR war.

## Leben
Nikolai Pawlowitsch Dudorow wurde 1927 Mitglied der Kommunistischen Allunions-Partei (Bolschewiki) (WKP(B)) und war 1934 Absolvent des Moskauer Dmitri-Mendelejew-Instituts für Chemische Technologie. Danach arbeitete er zwischen 1934 und 1937 als Verkaufsleiter des dortigen Verbund-Sicherheitsglas-Werkes Avtosteklo sowie 1937 als Leiter einer Abteilung im Volkskommissar für Schwerindustrie der UdSSR, ehe er zwischen Oktober 1937 und 1939 zunächst stellvertretender Sekretär und zuletzt Sekretär des Parteikomitees der (WKP(B)) des Volkskommissariats für Schwerindustrie der UdSSR war. Daraufhin wurde er 1939 stellvertretender Leiter der Hauptdirektion der Zementindustrie des Volkskommissariats für die Baumaterialienindustrie beziehungsweise 1940 stellvertretender Leiter der Hauptabteilung für Bauglas des Volkskommissariats für die Baumaterialienindustrie. 1940 war er kurzzeitig Volkskommissar für die Baumaterialienindustrie sowie daraufhin zwischen 1941 und 1947 Leiter der Hauptdirektion für Wärmedämmindustrie des Volkskommissariats die Baumaterialienindustrie beziehungsweise seit 1946 des Ministeriums für Baustoffindustrie. Darauf fungierte er von 1946 bis 1949 als Leiter der Hauptdirektion der Gipsindustrie des Ministeriums für Baustoffindustrie sowie zwischen 1949 und 1950 als Sekretär des Komitees der (WKP(B)) in diesem Ministerium.
Nachdem Dudorow von 1950 bis 1952 Leiter der Bauabteilung des Moskauer Stadtkomitees der (WKP(B)) war, fungierte er zwischen 1952 und Dezember 1954 als stellvertretender Vorsitzender des Exekutivkomitees des Moskauer Stadtrats und übernahm im Anschluss von Dezember 1954 und Januar 1956 Leiter der Bauabteilung des Zentralkomitees (ZK) der Kommunistischen Partei der Sowjetunion (KPdSU). Als Nachfolger von Sergei Nikiforowitsch Kruglow wurde er am 31. Januar 1956 Innenminister der UdSSR und bekleidete dieses Amt bis zur Auflösung des Innenministeriums am 13. Januar 1960. Auf dem XX. Parteitag der KPdSU wurde er am 25. Februar 1956 auch zum Mitglied des Zentralkomitees der KPdSU gewählt und gehörte diesem Gremium bis zum XXII. Parteitag der KPdSU am 17. Oktober 1961 an.
Nach seinem Ausscheiden aus dem Ministerrat der UdSSR war Nikolai Dudorow zwischen 1960 und 1962 zunächst Generalkommissar für die 1967 in Moskau geplante Weltausstellung. Im April 1962 verwarf die Sowjetunion ihre Pläne für eine Weltausstellung in Moskau und zog ihre Kandidatur zurück. Als Gründe dafür wurden sowohl finanzielle Zwänge als auch aufkommende ideologische Bedenken angegeben, dass eine derartige Veranstaltung westliche Vorstellung und Bräuche ins Land bringen könnte. Daraufhin fand die Expo 67 in Montreal statt. Zuletzt war er zwischen Juli 1962 und 1972 Leiter der Hauptdirektion der Industrie für Baustoffe und Bauteile des Exekutivkomitees des Moskauer Stadtrates.
Für seine Verdienste wurde Dudorow zwei Mal mit dem Leninorden sowie des Weiteren mit dem Orden des Roten Banners der Arbeit und dem Orden des Roten Sterns ausgezeichnet.

## Hintergrundliteratur
- Denis Kozlov, Eleonory Gilburd (Herausgeber): The Thaw. Soviet Society and Culture during the 1950s and 1960s, Toronto University Press, 2013, ISBN 978-1-44264-4-601
- Jeffrey S. Hardy: The Gulag after Stalin. Redefining Punishment in Soviet first secretary Khrushchev’s Soviet Union, 1953–1964, Cornell University Press, 2016, ISBN 978-1-50170-6-042